# Canal Dortmund-Ems
El Canal Dortmund-Ems és un via navegable alemanya que connecta el Port de Dortmund amb el riu Ems. De Dortmund cap a la ciutat de Meppen és un canal sensu stricto, de Meppen avall fins a Papenburg segueix el curs del riu Ems canalitzat, del qual es van tallar molts meandres. El tram Meppen-Dortmund mésura 166 km. Forma una connexió important entre la regió del Ruhr i el port marítim d'Emden. Des de Papenburg de l'Ems marítim fa la connexió amb el port d'Emden i el Mar del Nord.

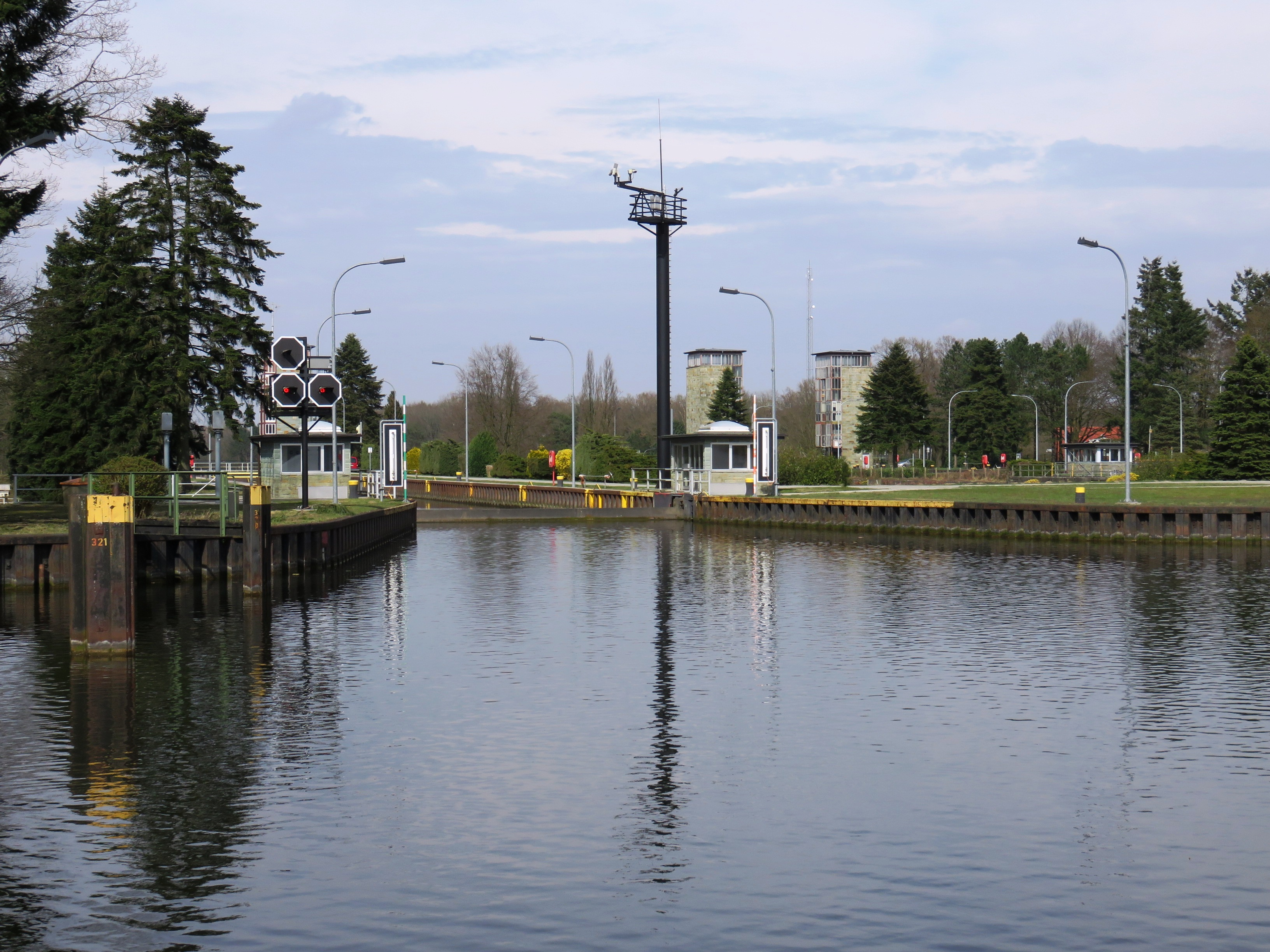
Resclosa de Meppen

## Connecta amb
- Canal Rin-Herne a Henrichenburg (Castrop-Rauxel)
- Canal Datteln-Hamm
- Canal Wesel-Datteln
- Mittellandkanal a Bergeshövede (Hörstel)
- Ems a Meppen
- Canal de la Costa (Küstenkanal) a Dörpen